# Taenioides jacksoni
Taenioides jacksoni é uma espécie de peixe da família Gobiidae.
É endémica da África do Sul.